# 土倫鎮區 (伊利諾伊州斯塔克縣)
土倫鎮區（英語：Toulon Township）是位於美國伊利諾伊州斯塔克縣的一個行政鎮區。

## 地方資料
根據2010年美國人口普查的數據，土倫鎮區的面積為92.50平方千米，當中陸地面積為91.90平方千米，而水域面積為0.60平方千米。當地共有人口2328人，而人口密度為每平方千米25.17人。